# Чирешу (Бузау)
Чирешу (рум. Cireșu) насеље је у Румунији у округу Бузау у општини Манзалешти. Oпштина се налази на надморској висини од 658 m.

## Становништво
Према подацима из 2002. године у насељу је живело 153 становника, од којих су сви румунске националности.